# Phryxe objecta
Phryxe objecta là một loài ruồi trong họ Tachinidae.